# Скульский, Дмитрий Аркадьевич
Дмитрий Аркадьевич Скульский  (1875—1943) — российский и советский юрист; депутат I Государственной думы Российской империи, узник Соловецкого лагеря особого назначения, автор мемуаров «Девять лет в судебном ведомстве».

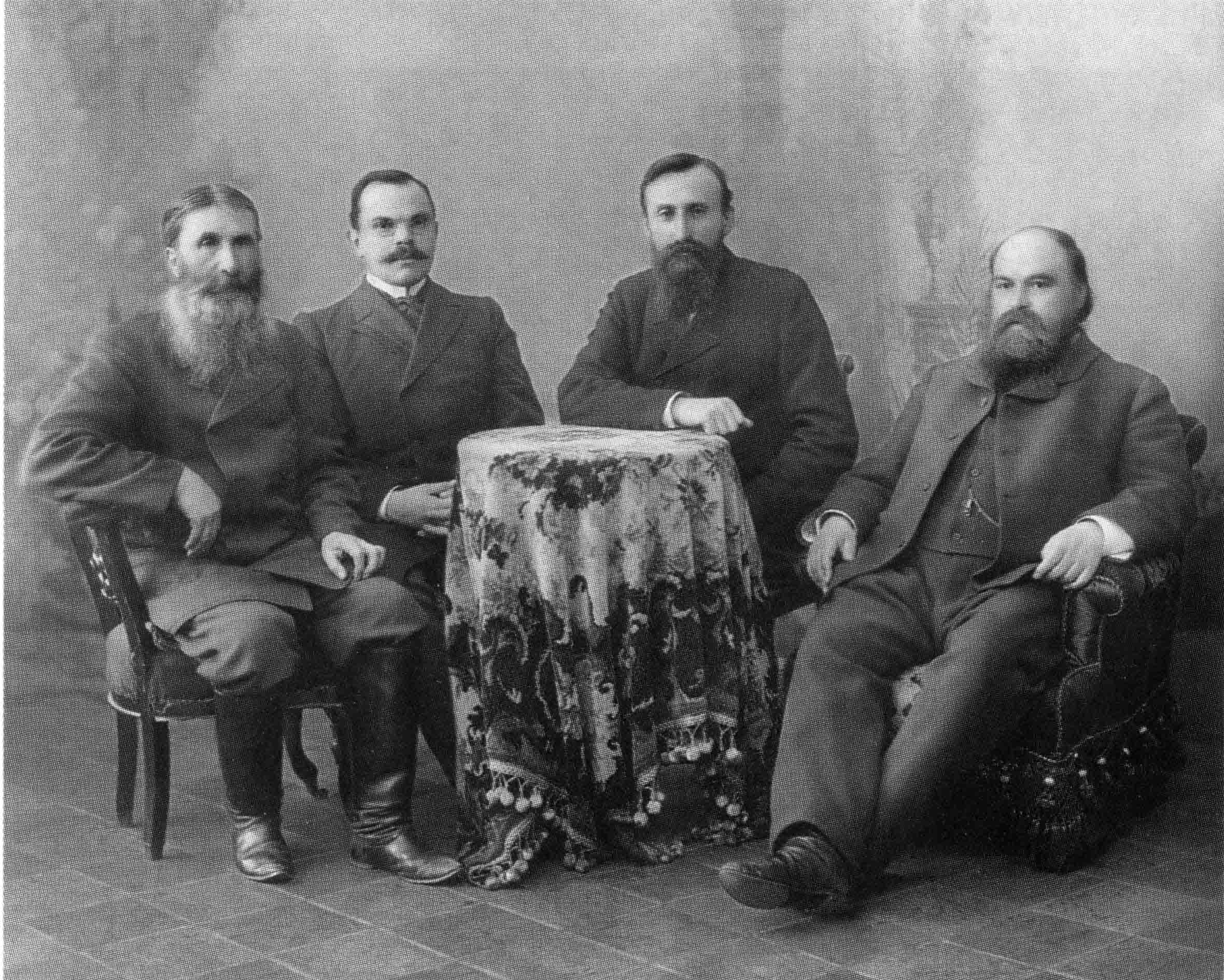
Депутаты I Государственной Думы от Ярославской губернии
Сидят: А. М. Костров, Д. А. Скульский, кн. Д. И. Шаховской, В. Е. Строганов.

## Биография
Родился 4 сентября 1875 года в Любимском уезде Ярославской губернии в семье потомственных дворян. Его отец — А. В. Скульский (1832—1887) — до 1860 г. был участником многих боевых действий в чине подпоручика, в 1860—1880-х гг. занимал посты председателя Любимской земской управы, почетного мирового судьи Любимского округа, второго председателя Ярославской земской управы, являлся также исследователем истории Ярославской губернии и г. Ярославля, перевёл «Слово о полку Игореве». Мать — Анна Николаевна, урождённая Черевина (1847 — после 1910).
Дмитрий в 1897 году окончил юридический факультет Санкт-Петербургского университета и был зачислен на службу кандидатом на судебные должности при Московской судебной палате. Землевладелец (403 десятины). До 1917 г. ему принадлежала южная часть села Пречистого.
В своих воспоминаниях «Девять лет в судебном ведомстве», написанных в заключении, Д. А. Скульский указывает, что в 1897—1899 гг. он работал в Московской судебной палате, в 1899—1906 гг. — в Кашинском и Ярославском окружных судах, в том числе с апреля 1899 по август 1904 года — в Кашинском окружном суде. За первые два года службы сменил более десятка различных должностей в различных уездах окружного суда. В апреле 1901 года был назначен исправляющим должность судебного следователя 2-го участка Бежецкого уезда.
В 1904 году перешёл в Ярославский окружной суд на должность судебного следователя 1-го участка Рыбинского уезда.
C 1905 года он был избран гласным Ярославского губернского земского собрания и почётным мировым судьёй в Любиме. Являлся также юрисконсультом митрополита Агафангела (в миру Александра Лаврентьевича Преображенского), прославленного в лике святых в 2000 г..
В связи с тем, что Д. А. Скульский открыто участвовал в организации Рыбинского отдела Конституционно-демократической партии, министром юстиции М. Г. Акимовым был издан приказ о его переводе в город Конотоп Черниговской губернии. Подвергался преследованиям со стороны губернской администрации. В личной беседе с министром ему было сказано, что как о следователе о нём имеются «самые лучшие отзывы» и перевод в Конотоп связан лишь с его политической деятельностью. Д. А. Скульскому было предложено либо отказаться от «политики» и остаться в Рыбинске, либо ехать в Конотоп.
26 марта 1906 года, как выборщик от землевладельцев Любимского уезда, был выбран на губернском избирательном собрании в Ярославле в I Государственную думу от Ярославской губернии по списку партии кадетов, после чего написал министру юстиции прошение об отставке. Входил в Конституционно-демократическую фракцию. Являлся членом Комиссии для разбора корреспонденции как профессиональный юрист. Подписал законопроекты: «О гражданском равенстве», «О неприкосновенности членов ГД», «Об изменении статей 55-57 Учреждения Государственной думы 20 февраля 1906».
После роспуска I Государственной думы участвовал в подписании в Гельсингфорсе Выборгского воззвания, за что, как и остальные подписавшие этот документ, был предан суду. Его приговорили к 3-месячному заключению и лишили избирательных прав. В тюрьме А. В. Скульский и написал свои воспоминания «Девять лет в судебном ведомстве», в которых он описывает период своей жизни от окончания университета до избрания в I Государственную думу (1897—1906 гг.). В этот период Дмитрий Аркадьевич жил отдельно от своих родственников и ещё не имел семьи, посвятив себя исключительно служебной деятельности, которой и уделено поэтому главное внимание в его мемуарах. Как отмечает Лещенко И. Н., «в воспоминаниях Д. А. Скульского приводятся сведения о роли дворянства в системе местного управления и суда». C.Г.Куликова добавляет: «Мемуары судебного следователя Скульского Д. А., хранящиеся в Фонде Р-570 ГАТО, содержат богатый фактический материал по преступности в Тверской губернии. В „Мемуарах о служебной деятельности в Московской судебной палате, Кашинском и Ярославском окружных судах (1897—1906 гг.)“ Скульский мастерски описывает портреты преступников и их жертв, передаёт атмосферу восприятия окружающими резонансных преступлений». Богомаз А. П. пишет: «В мемуарах Д. А. Скульский упоминает, что крестьянские присяжные часто выносили снисходительный приговор даже тем, кто был виновен, чтобы спасти их от ужасов тюрьмы». По мнению современных российских исследователей, Д. А. Скульский обратил внимание на болевые точки правоохранительной системы того времени, а профессиональная выборочная проверка его воспоминаний подтвердила их достоверность.
25 октября 1906 года женился на костромской дворянке Марии Петровне Куломзиной. С 1908 по 1917 год трудился присяжным поверенным в Ярославле.
Уроженец г. Любима, врач В. Л. Орлов написал в своей книге о Д. А. Скульском, его имении: «Скульский Дмитрий Аркадьевич оказался человеком другого склада. Общительный, простой в обращении, юрист по образованию, он часто приезжал в Любим, где было наследственное имение Скульских — Колычево. Оно простиралось по берегу Обноры от Нового Останкова до соснового бора, где находился Геннадиев колодчик. Имение это было разделено на три части: на трех сестер, так и стояли три дома на некотором расстоянии друг от друга. Я встречался с Дмитрием Аркадьевичем в доме, ближайшем к Новому Останкову. Здесь жила его родственница Мария Петровна Скульская, глазной врач. Впоследствии Дмитрий Аркадьевич был выбран депутатом от Ярославской губернии в Первую Государственную думу. Он состоял в конституционно-демократической партии (кадет), подписал Выборское воззвание».
Февральскую и Октябрьскую революции семья Д. А. Скульского встретила в Ярославле (проживали в г. Ярославль, ул. Нетеча, д. 6), а в июле 1918 года, во время Ярославского восстания, вынуждена была покинуть город, но, несмотря на политические преследования, национализацию и кардинальную смену идеологии, осталась в России. До 1922 года Д. А. Скульский проживал в Тверской губернии, где работал в различных кооперативных организациях. В 1922 году вступил в Ярославскую коллегию защитников и работал сначала в Любиме, а с 1925 года в Ярославле, став членом её правления.
В 1930 году, в связи чисткой соваппарата Д. А. Скульский был исключён из коллегии защитников. 17 ноября 1930 года был арестован ОГПУ и 8 февраля 1931 постановлением тройки по Ивановской промышленной области (куда входил и Ярославский округ) осуждён по статье 58 УК РСФСР на 5 лет, которые отбывал в Соловецком лагере особого назначения (СЛОН), лишившись всего своего имущества и став нищим гражданином СССР. Как депутат Первой Государственной Думы России, отнесен к категории известных узников Соловецкого лагеря. Костромской краевед В. И. Смирнов упоминает в своих мемуарах Д. А. Скульского, подчеркивая в этом упоминании, как тюрьма всех опускала до одного нижайшего уровня — и невинно осужденных, и уголовников: «27 марта 1931. На улице-то как хорошо. Солнце словно нанялось светить во все закоулки тюремного двора. Сами арестанты кажутся уж не такими серыми и землистыми. Вот бывший член Государственной Думы Скульский, плохо побритый, кругленький, как шарик, пилит доски с вором-приказчиком из Ц.Р.К. Оба улыбаются солнцу. Скульский имеет уже 5 лет Кеми. Знаешь, у Горбунова есть рассказ о том, как одного столпника в острог посадили. „Да за што же?“ — „А за то: на столб не лезай“. Так вот и Скульского — в Думу не лезай»
21 июня 1934 года досрочно освобождён, после освобождения поселился у родственников в Костроме, где работал юрисконсультом машиностроительного завода им. Красина.
В период Великой Отечественной войны перебрался в Рыбинск, где скончался 3 февраля 1943 года. Реабилитирован 28 ноября 1989 года (Указ от 16 января 1989).

## Семья
- Жена — Мария Петровна Куломзина (1877 — 18 июля 1935) — представительница древнего рода Куломзиных, родственница председателя Госсовета в 1915—1917 гг. Анатолия Николаевича Куломзина, дочь штабс-капитана Петра Николаевича Куломзина, р. в 1829 г. и его жены — Марии Васильевны (урожд. Исаковой). Окончила Санкт-Петербургский женский медицинский институт, служила глазным врачом[20] , преподавала в женском училище и Мариинской женской гимназии в Ярославле.
  - Сын — Дмитрий (14 апреля 1908 — 31 марта 1993) — стал геологом, первооткрывателем алмазов в России[21]
  - Дочь — Татьяна (12 февраля 1910 — 20 июня 1990)
- Сестра — Клавдия (1866—?)[2];
- Брат — Дмитрий (1876—?)[2];
- Тётя со стороны матери — Наталья Николаевна Черевина (1851—?), девица из дворян, в 1910 году жила с семьей Скульских[2]